# Мзали, Мохаммед
Моха́ммед Мза́ли (23 декабря 1925, Монастир, протекторат Тунис — 23 июня 2010, Париж, Франция) — тунисский политический деятель и представитель международного олимпийского движения, премьер-министр Туниса (1980—1986).

## Биография
Родился в семье бакалейщика. Окончил франко-арабскую школу в Монастире и колледж Садики. В 1950 году окончил факультет филологии и философии Парижского университета, бакалавр философии, магистр искусств. Профессор.
- 1950—1956 годы — занимался преподавательской деятельностью,
- 1956—1958 годы — директор кабинета госсекретаря национального образования,
- 1959—1981 годы — депутат Национального собрания.
- 1959—1964 годы — генеральный директор департамента по делам молодежи и спорта,
- С 1964 года — член ЦК правящей Социалистической дустуровской партии (СДП), с 1974 года член Политбюро СДП.
- 1964—1968 гг. — генеральный директор Тунисской телерадиокомпании.
- 12 апреля 1968 — 7 ноября 1969 — госсекретарь по делам национальной обороны,
- 7 ноября 1969 — 12 июня 1970 — министр по делам молодежи и спорта
- 7 декабря 1969 — 12 июня 1970 — министр национального образования
- 29 октября 1971 — 17 марта 1973 — министр национального образования
- 17 марта 1973 — 31 мая 1976 — министр здравоохранения,
- 31 мая 1976 — 25 апреля 1980 — министр национального образования Туниса. На этом посту проводил политику арабизации школьных программ, что получило одобрение у проарабски настроенных партнеров Туниса.
- С 23 апреля 1980 — 8 июля 1986 — премьер-министр Туниса и генеральный секретарь СДП, одновременно 7 января 1984 — 28 апреля 1986 — министр внутренних дел. Его политика была происламской, ориентированной на Саудовскую Аравию и страны Персидского залива (в частности, при нём был снят запрет на ношение хиджабов в государственных школах, продолжилась арабизация образования). В этот период рассматривался как однозначный преемник президента Хабиба Бургибы.

После отстранения от власти президента Х. Бургибы в 1987 году был обвинен в коррупции и злоупотреблениях, бежал из страны через сухопутную границу с Алжиром и поселился во Франции. В 1987 году был заочно приговорен к тюремному заключению за злоупотребления служебным положением и хищения государственных средств, получил возможность вернуться на родину лишь в августе 2002 г.
С 1944 года член Союза театральных деятелей Туниса. В 1955 г. создал и всю жизнь руководил журналом Al Fikr («Мысль»). Председатель Союза писателей Туниса в 1971—1981 гг., автор ряда исследований в области арабской литературы. Автор ряда работ на политические и исторические темы (на французском и арабском языках), основная тема которых «Олимпизм сегодня».

Написал мемуары, изданные во Франции в 2004 году.
Умер в Париже 23 июня 2010 года, похоронен 25 июня в своем родном городе Монастире.

## Карьера в МОК
С 1958 года представлял страну в МОК. Занимался волейболом, футболом, теннисом, спортивной ходьбой.
В 1962—1986 гг. — президент Тунисского Олимпийского комитета.

Президент Тунисской Федерации футбола (1962—1963).

Вице-президент (1963—1967), президент (1979—1987) Международного комитета Средиземноморских Игр.
Член МОК с 1965:
- 1973—1980 — член исполкома,
- 1976—1980 — вице-президент МОК,
- 1967—1972 — член Комиссии по связям с общественностью,
- 1973—1974 — Комиссии по информации и культуре,
- 1974—1980 — Комиссии по прессе,
- 1974—1980 — председатель телевизионно-технической комиссии,
- 1977—1988 — председатель Комиссии Олимпийской Академии.

## Личная жизнь
Женился в 1950 году на Фетии Мохтир, с которой познакомился в Париже в Федерации студентов Франции. В правительстве мужа в 1983—1986 годах она занимала пост министра по делам семьи и улучшения положения женщин. В семье было четыре сына и две дочери.